# پایگاه نیروی هوایی پاکستان در مسرور
 پایگاه نیروی هوایی پاکستان در مسرور (به انگلیسی: PAF Base Masroor) یک فرودگاه نظامی است که یک باند فرود آسفالت دارد و طول باند آن ۲۶۲۸ متر است. این فرودگاه در شهر کراچی کشور پاکستان قرار دارد و در ارتفاع ۱۱ متری از سطح دریا واقع شده است.